# Conversor de frequência
Os conversores de frequência, também conhecidos como inversores de frequência, são dispositivos elétricos que convertem a tensão da rede alternada em tensão contínua em um barramento CC e, finalmente, convertem esta última em uma tensão de amplitude e período variáveis.
Existem diversos fabricantes de conversores de frequência, os quais podem ser específicos para aplicações distintas.